# Бобрик (річка)
Бобрик (Бобрка, Бобка) — річка  в Україні, у Літинському й Калинівському  районах Вінницької області, права притока Південного Бугу  (басейн Чорного моря).

## Опис
Довжина річки приблизно 14 км. Формується з багатьох безіменних струмків та водойм.  

## Розташування
Бере  початок на південному сході від Пиківської Слобідки. Тече переважно на південний схід через Майдан-Бобрик  і на південному сході від Гущинців впадає у річку Південний Буг.
Річку перетинає автомобільна дорога Т 0219